# Maroon 5

Logo chính thức của nhóm

Maroon 5 là một ban nhạc pop rock người Mỹ đến từ Los Angeles, California. Nổi tiếng từ năm 2004 sau single "This Love", sự nghiệp của Maroon 5 liên tục có những bước tiến vững chắc. Dù từng phải thay đổi thành viên (tay trống Ryan Dusick rời nhóm vào năm 2006) song Maroon 5 vẫn tiếp tục thành công nhờ sự định hướng của Jesse Carmicheal, Adam Levine và James Valentine.
Maroon 5 từng giành được 3 giải Grammy cùng với 5 lần đề cử khác. Họ là một trong những nhóm nhạc thành công nhất của Mỹ trong thập niên đầu tiên của thế kỷ 21. Kể từ năm 2002, ban nhạc đã bán được 10 triệu album trên nước Mỹ và 15 triệu trên toàn thế giới.

## Lịch sử ban nhạc

### Thành lập
Ngay từ khi còn học phổ thông, ca sĩ chính kiêm tay chơi guitar Adam Levine, tay chơi keyboard Jesse Carmichael, tay chơi guitar bass Mickey Madden, và tay đánh trống Ryan Dusick đã lập thành ban nhạc Kara's Flowers và phát hành một album với tựa đề The Fourth World ("Thế giới thứ tư") vào năm 1997. Sau một thời gian ngắn, họ tái hợp cùng tay guitar James Valentine, và theo đuổi mục tiêu mới cùng tên gọi Maroon 5.

### 2002–2006:Songs About Jane
Năm 2002, Maroon 5 cho ra mắt album Songs About Jane. Tên album được Adam Levine đặt sau khi anh chia tay người bạn gái lâu năm. Các bài hát trong album chủ yếu được sáng tác bởi Jesse Carmicheal, Adam Levine và James Valentine.
Album không tiêu thụ được nhiều cho tới tận năm 2004, khi Maroon 5... kiếm được nhà tài trợ để làm video clip "This Love" (video đầu tiên của album là "Harder to Breathe" - thực hiện vào năm 2003 - là một thất bại). "This Love" bất ngờ đạt thành công vượt mong đợi với việc đứng đầu mọi bảng xếp hạng trên thế giới, thậm chí là cả Billboard. "This Love" cũng chính là bài hát đem lại cho ban nhạc giải Grammy 2006 cho bài hát thể hiện xuất sắc nhất.
Single tiếp theo, "She Will Be Loved" tạo nên một cơn sốt kỉ lục ở châu Âu và Bắc Mỹ trước khi tấn công một cách chậm chạp ở các bảng xếp hạng châu Á và Úc. Thừa thắng, Maroon 5 hoàn thành album với việc tung single "Sunday Morning" vào đầu năm 2005.
Songs About Jane được chứng nhận Đĩa Vàng, 3 lần Bạch Kim trên toàn cầu. Hãng J Records phụ trách việc phát hành album buộc phải sản xuất lại một cách khẩn cấp lượng album rất lớn khi người hâm mộ bất ngờ tìm mọi cách để có được Songs About Jane. Trước năm 2004, 2 năm sau khi phát hành album, Maroon 5 chỉ bán được hơn 90.000 bản, nhưng tới cuối năm 2004, họ đã bán được tới hơn 2,7 triệu (số lượng chính thức bán được, chủ yếu là ở Mỹ và châu Âu trong khi châu Á không là thị trường của J Records). Thành công ngoài mong đợi giúp Maroon 5 bất ngờ nổi tiếng toàn nước Mỹ và thế giới.
Để quảng bá cho Songs About Jane, Maroon 5 đi lưu diễn trong suốt những năm 2003–2005, và cho ra hai album được thu trực tiếp trong thời gian này. Ban nhạc đã thắng một giải Grammy cho hạng mục Nghệ sĩ mới xuất sắc nhất vào năm 2005.

### 2006–2008:It Won't Be Soon Before Long
Album phòng thu thứ hai của Maroon 5 It Won't Be Soon Before Long phát hành năm 2007. Tháng 9 năm 2006, tay trống Dusick rút khỏi ban nhạc, và được thay thế bằng Matt Flynn.
Maroon 5 ra mắt lần lượt 4 single "Makes Me Wonder", "Won't Go Home Without You", "Wake Up Call" và "Goodnight Goodnight". Phong cách âm nhạc của họ không thay đổi song ca từ đã có nhiều trưởng thành cùng với đó là sự tiến bộ của chất lượng video clip.
Sau đó, ban nhạc đi lưu diễn trong thời gian giữa tháng 6 và tháng 11 năm 2007, và trong thời gian đó cho ra một album tổng hợp những bài hát chưa được phát hành với tên gọi The B-Side Collection.
2 album được thu trực tiếp và 1 album phối lại tiếp tục được phát hành trong năm 2008.
Album được đề cử 3 giải Grammy, trong đó có giải Album của năm. Song chỉ có ca khúc "Makes Me Wonder" giành được giải Grammy 2007 cho ca khúc thể hiện xuất sắc nhất.

### 2008–2011:Hands All Over
Album phòng thu thứ ba của Maroon 5 Hands All Over xuất xưởng tại Mỹ vào ngày 21 tháng 9 năm 2010, trong bản tái phát hành có single "Moves Like Jagger" hát cùng danh ca Christina Aguilera. Single đầu tay "Misery" đứng thứ 14 trong bảng xếp hạng Billboard và được đề cử một giải Grammy 2011.
Năm 2011, Maroon 5 cũng đã thu âm một ca khúc cho nhạc phim The Hunger Games. Ca khúc có tựa đề "Come Away To The Water" (hợp tác với Rozzi Crane). Album nhạc phim được phát hành vào 20 tháng 3 năm 2012 (ở Anh là 19 tháng 3)
Tại Giải Grammy lần thứ 54 vào ngày 12 tháng 2 năm 2012, ban nhạc đã biểu diễn cùng với Foster The People và The Beach Boys 3 ca khúc ("Wouldn't It Be Nice", "Surfer Girl" và "Good Vibrations") để kỉ niện 50 năm thành lập ban nhạc gạo cội này.

### 2012–2014:Overexposed
Ngày 26 tháng 3 năm 2012, Maroon 5 thông báo tựa đề chính thức cho album phòng thu thứ tư của họ, Overexposed. Album sẽ được phát hành vào 26 tháng 6 năm 2012. Adam nói rằng, album này sẽ là album "đa dạng và dí dỏm nhất từ trước đến giờ" 
Vào 17 tháng 4 năm 2012, Maroon 5 phát hành một ca khúc mới có tựa đề "Payphone", đĩa đơn đầu tiên của Overexposed, trong ca khúc có sự góp mặt của ca sĩ nhạc rap Wiz Khalifa. Ca khúc đã leo lên vị thứ ba của bảng xếp hạng Billboard Hot 100.
Đĩa đơn thứ hai "One More Night" được phát hành vào 19 tháng 6 năm 2012.
Đĩa đơn này đã đạt No.1 Billboard 100 trong 9 tuần liền.
Ngày 18 tháng 11 Maroon 5 ra mắt bài hát "Daylight". Ca khúc đã đạt được nhiều sự ủng hộ từ toàn thế giới và được cover lại nhiều lần.

## Thành viên
Thành viên hiện tại
- Adam Levine - hát chính, guitar đệm và chính  (1994 – nay)
- Jesse Carmichael - keyboard (2001–2012, 2014 – nay) , hát đệm (1994–2012, 2014 – nay), guitar đệm (1994–2001, 2009–2012, 2014 – nay), guitar chính  (1994–2001)
- James Valentine - guitar chính và đệm (2001 – nay), hát đệm (2006 – nay)
- Matt Flynn - trống, bộ gõ  (2006 – nay; thành viên lưu diễn 2004–2006)
- PJ Morton - keyboard, hát đệm  (2012 – nay; thành viên lưu diễn 2010–2012)
- Sam Farrar - bass (2020 – nay), sample, keyboard, guitar đệm và chính, bộ gõ, hát đệm (2016 – nay; thành viên lưu diễn 2012–2016)

Thành viên cũ
- Ryan Dusick - trống, bộ gõ (1994–2006), hát đệm (2001–2006)
- Mickey Madden - bass  (1994–2020)

## Danh sách đĩa nhạc
- Songs About Jane (2002)
- It Won't Be Soon Before Long (2007)
- Hands All Over (2010)
- Overexposed (2012)
- V (2014)
- Red Pill Blues (2017)